# Jan Bohuszewicz
Jan Bohuszewicz (sinh ngày 7 tháng 2 năm 1878 - mất ngày 13 tháng 2 năm 1935) là một họa sĩ người Ba Lan.

## Tiểu sử
Bohuszewicz học vẽ từ họa sĩ Józef Rapacki ở Warsaw. Ông đã tham gia tích cực trong cuộc Cách mạng Nga (1905), và sau đó ông chuyển đến Zakopane để tránh bị đàn áp. Vì lý do sức khỏe, ông chuyển đến Genoa (Ý) và từ đây ông dấn thân vào nhiều cuộc hành trình nghệ thuật ở Venice, Liguria, Chioggia, và Piedmont.
Bohuszewicz trở về thăm Ba Lan vào năm 1920 khi ông triển lãm các tác phẩm của mình tại Hiệp hội khuyến khích Mỹ thuật. Năm 1922, các tác phẩm của Bohuszewicz được trưng bày tại Paris, khoảng 50 tác phẩm đã được triển lãm vào thời điểm đó.

## Tranh tiêu biểu

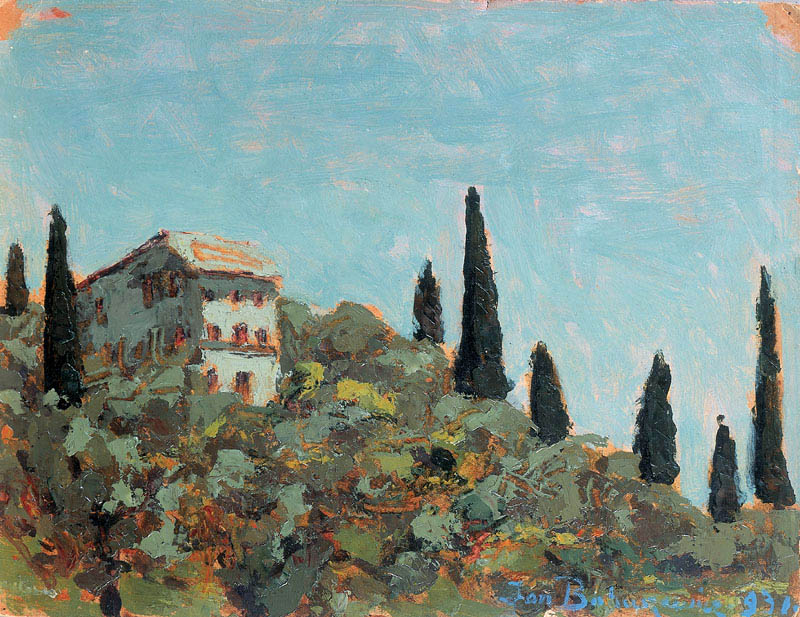
Cypresses on a hill (1931)
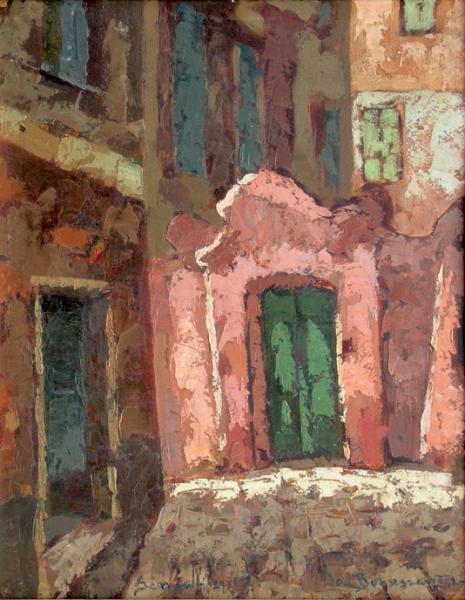
Gate in the sunshine (1927)
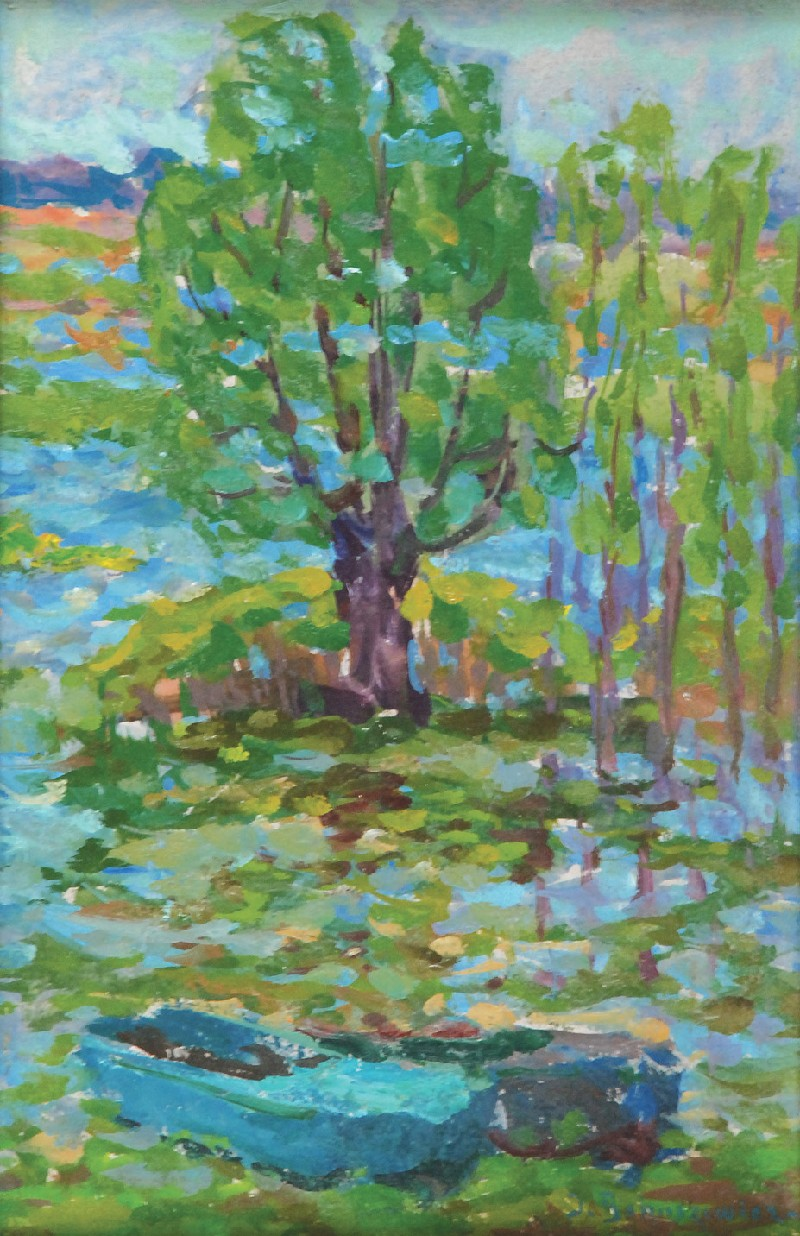
Waterside
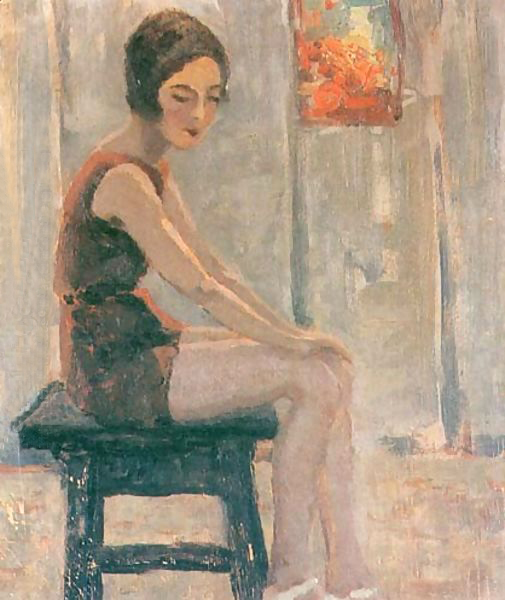
Sylvia's Red Suit